# Porabski Slovenci
Porabski Slovenci je naziv za pripadnike slovenske manjšine, ki žive v vaseh južno od Monoštra na ozemlju današnje Madžarske, ki je znano tudi pod nazivom Slovensko Porabje. Po madžarskem popisu prebivalstva iz leta 2001 govori slovensko 3.108 prebivalcev Madžarske, 3.429 pa jih navaja slovensko poreklo.

## Zgodovina
Predniki porabskih Slovencev so to območje poselili že v 9. stoletju in so živeli v sklopu Spodnje Panonije. Tudi po madžarskem uničenju te države v 10. stoletju so uspeli ohraniti svoje narečje, ki je podobno narečju sosednjega Goričkega.
Po koncu 1. svetovne vojne, ko je vojska Kraljevine SHS zasedala Prekmurje, ji je antanta prepovedala zasedbo Porabja, ki je tako po podpisu trianonske pogodbe pripadlo Madžarski ter postalo vkleščeno med Avstrijo in Kraljevino SHS, zaradi česar so bile pretrgane prej tesne vezi s Prekmurjem in regija je pričela gospodarsko zaostajati. 
Med obema svetovnima vojnama se madžarske oblasti niso dosti ukvarjale z narodnimi manjšinami na svojem ozemlju, po letu 1945 pa so z odlokom dovolile izobraževanje nemadžarskih učencev v svojih maternih jezikih. Po resoluciji Informbiroja leta 1948, ko je Madžarska ostala sovjetski satelit, so se odnosi z Jugoslavijo poslabšali, kar je občutila tudi slovenska manjšina. Odpravili so pouk v slovenščini na treh porabskih šolah, pričelo se je preseljevanje v notranjost države, psihološka propaganda in popolna zapora meje z matično državo. 
Ponovni poskusi reševanja problematike dvojezičnega šolstva so se pričeli leta 1969 z ustanovitvijo posebne komisije za narodne manjšine. Sprememba ustave leta 1972 je slovenski skupaj z drugimi manjšinami dala možnost rabe maternega jezika. Leta 1979 je na Radiu Győr dobila 25 minut slovenskega programa na teden. V glasilu »Narodne novine«, ki so ga v Budimpešti sicer izdajali za potrebe hrvaške in srbske manjšine, je bila tudi polstranska priloga v knjižni slovenščini. 
Ob demokratičnih spremembah na Madžarskem so se razmere za manjšino nekoliko izboljšale. Oktobra 1990, po razpadu Demokratične zveze južnih Slovanov na Madžarskem, je bila v Gornjem Seniku ustanovljena Zveza Slovencev na Madžarskem, ki ima sicer sedež v Monoštru. Ta zveza je leto kasneje pričela izdajati štirinajstdnevnik »Porabje«, še eno leto kasneje pa je madžarska televizija pričela s predvajanjem 25 minutne oddaje »Slovenski utrinek« vsakih 14 dni. Leta 1993 je zakon 13 manjšinam, tudi slovenski, omogočil voljenje manjšinskih samouprav. Slovenci so jih najprej ustanovili v sedmih porabskih vaseh (sedež Državne slovenske samouprave je v Gornjem Seniku), pozneje pa še v Sombotelu (Szombathely), Budimpešti (v obeh mestih deluje slovensko društvo) in Mosonmagyaróváru. Leta 1998 so v Monoštru odprli generalni konzulat Slovenije in Slovenski kulturno - informacijski center. 23. junija 2000 je na Radiu Monošter pričel oddajati vsakodnevni enourni program v slovenščini. 
Po osamosvojitvi Slovenije je odprtje več mejnih prehodov na Goričkem olajšalo stike manjšine s Slovenijo. Ob začetku 90. let se je pojavila ideja železniške povezave med Mursko Soboto in Monoštrom čez Porabje, vendar je bila proga nato iz ekonomskih in praktičnih razlogov speljana čez Hodoš in ob reki Zali proti vzhodu. Zato pa od leta 2005 obe mesti povezuje avtobusna proga. Pristop Slovenije in Madžarske v Evropsko unijo leta 2004 je stike še olajšal.
Navkljub občutno izboljšanemu položaju v zadnjih 15 letih razmere za manjšino še vedno niso idealne. Območje je zaradi obmejne lege nerazvito, večina zemlje v vaseh pripada godpodarsko neperspektivnim majhnim kmetijam (precejšen del jih ne meri več kot 3 ha), kar spodbuja preseljavanje zlasti mladih v industrijsko razvitejši Monošter, kjer pa sta prevladujoči avstrijski in nemški kapital bolj naklonjena nemščini. Slovenska manjšina nima zagotovljenega sedeža v madžarskem državnem parlamentu, poleg tega uradna Budimpešta za delovanje organizacij slovenske manjšine nameni le desetino finančnih sredstev, kolikor jih za madžarsko manjšino v Sloveniji nameni uradna Ljubljana.

## Jezik
Narečje porabskih Slovencev je podnarečje prekmurščine, nekoč pa je bilo podnarečje goričkega govora. V katoliški liturgiji so v Porabju ohranili prekmurski narečje  (predvsem delno v obredu in pri spevanju). Od devetdesetih let izhaja porabski narečni tednik Porabje in tudi radijski spored Slovenski utrinki ima oddaje v porabskem narečju. Francek Mukič je v porabskem narečju napisal roman  Garaboncijaš, ki je obenem prvi roman v enem od prekmurskih narečij.

## Pogosta slovenska imena na Madžarskem
- Doncsecz (Dončec)
- Bajzek (Bajzek)
- Szvétecz (Svetec)
- Gyécsek (Geček)
- Sulics (Šulič)[3]

## Znani Slovenci na Madžarskem
- Jožef Košič - pisatelj, pesnik, etnolog in jezikoslovec
- Avgust Pavel - pisatelj, pesnik, prevajalec, etnolog, muzeolog, jezikoslovec
- Karel Dončec - lončar, mojster ljudske obrti
- Antal Rogán - politik
- Tibor Gécsek - metalec kladiva